# Oemleria cerasiformis
Oemleria cerasiformis Hook. & Arn. är en rosväxtart som först beskrevs av W. L Hooker och George Arnott Walker Arnott, och fick sitt nu gällande namn av John Waddell Landon. Oemleria cerasiformis ingår i släktet Oemleria och familjen rosväxter. Inga underarter finns listade i Catalogue of Life.

## Habitat
- USA: Kalifornien, Oregon, Washington
- Kanada: British Columbia

## Etymologi
Oemleria är en hyllning till den tyske naturforskaren Augustus Gottlieb Oemler (1773–1852).
Cerasiformis betyder körsbärsliknande.

## Bilder

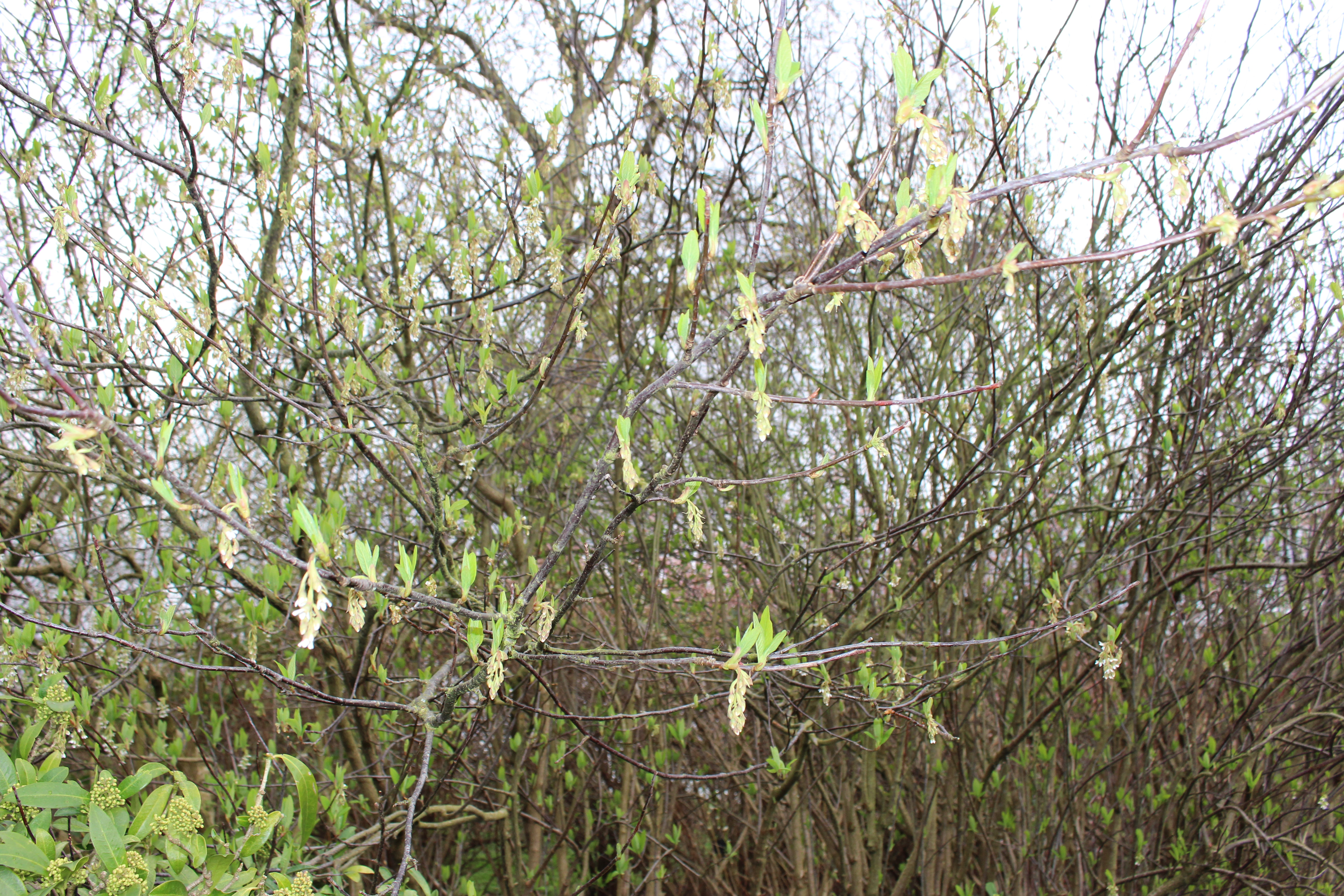
Habitat
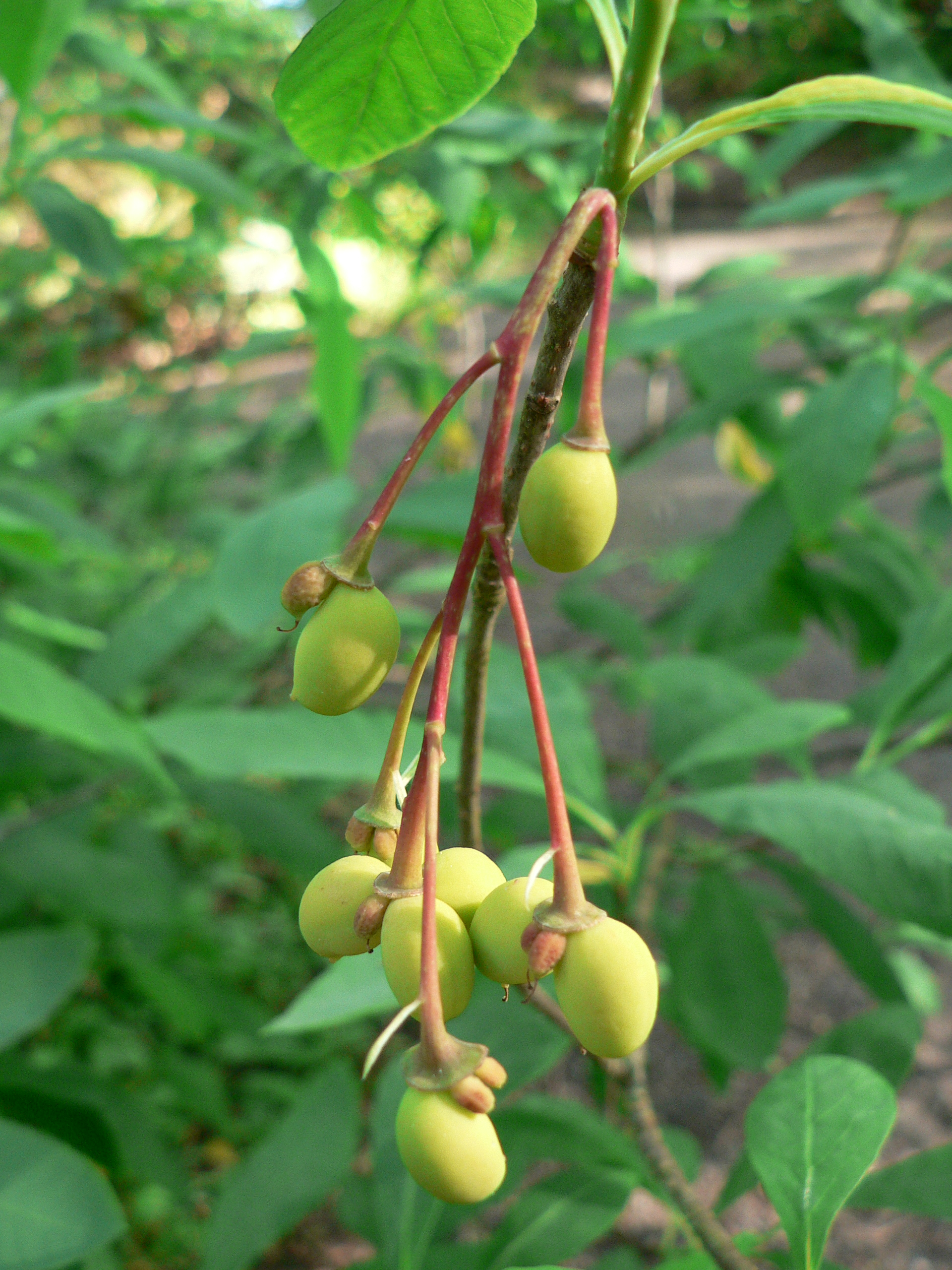
Omogna frukter
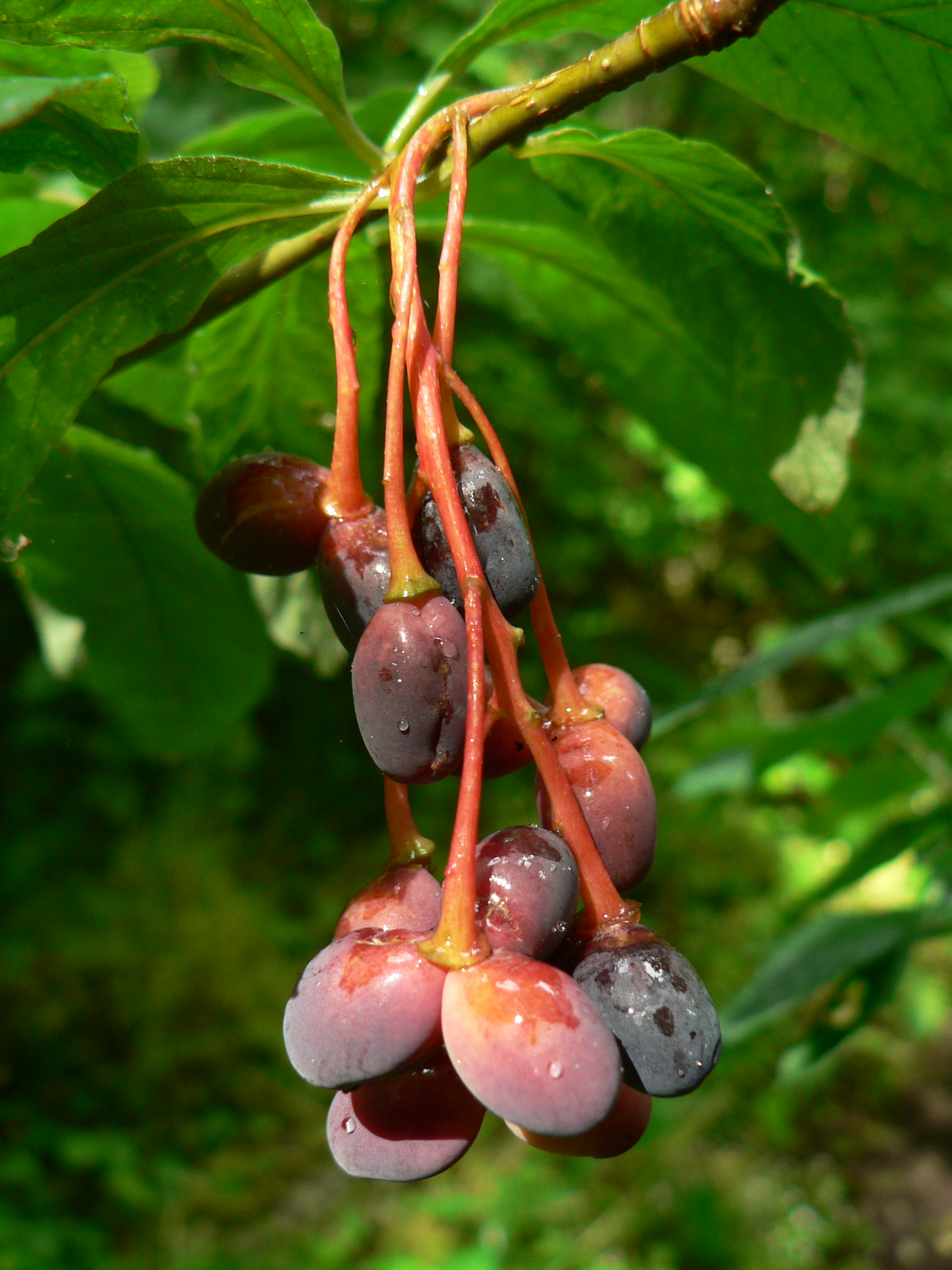
Mogna frukter
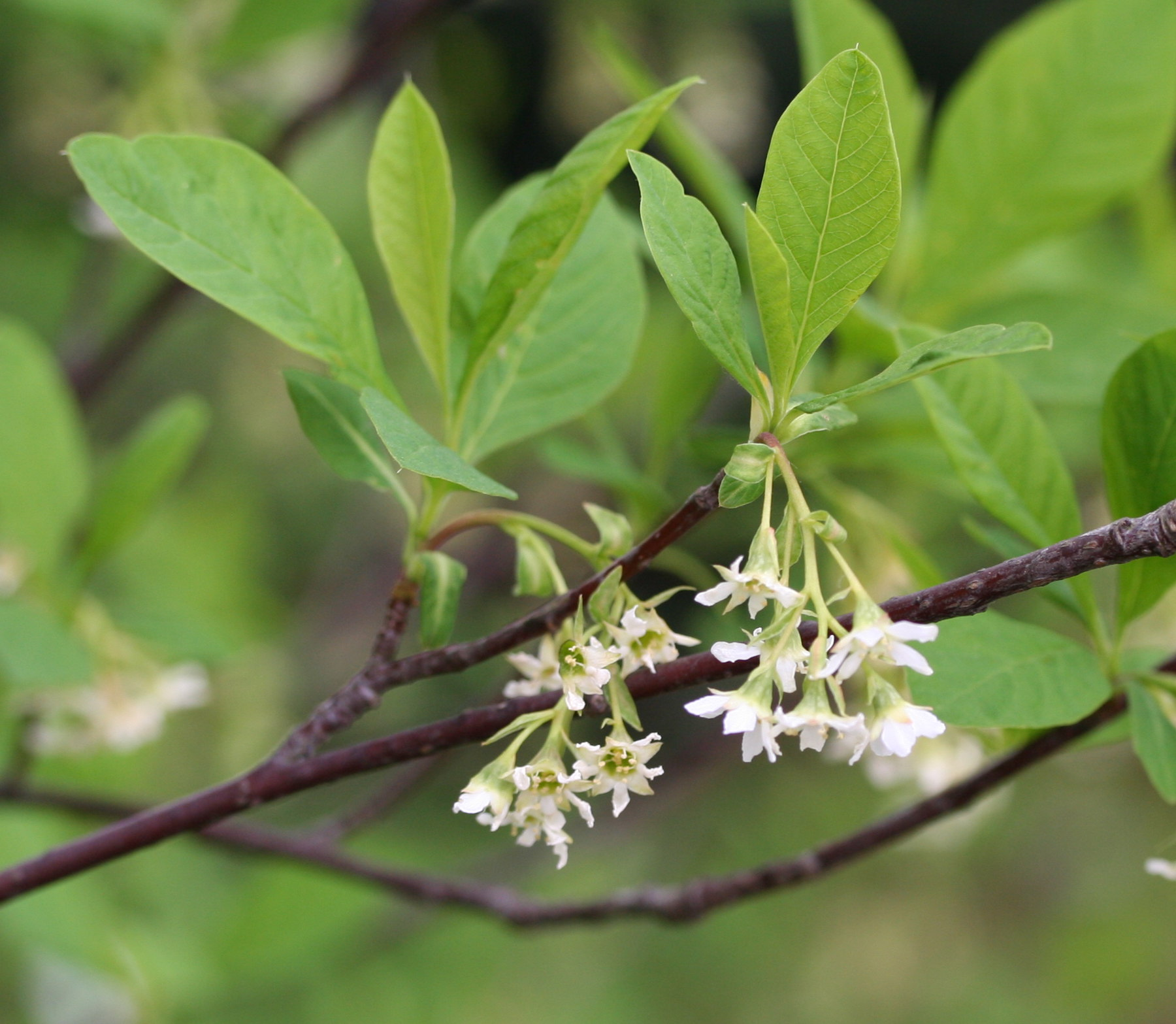
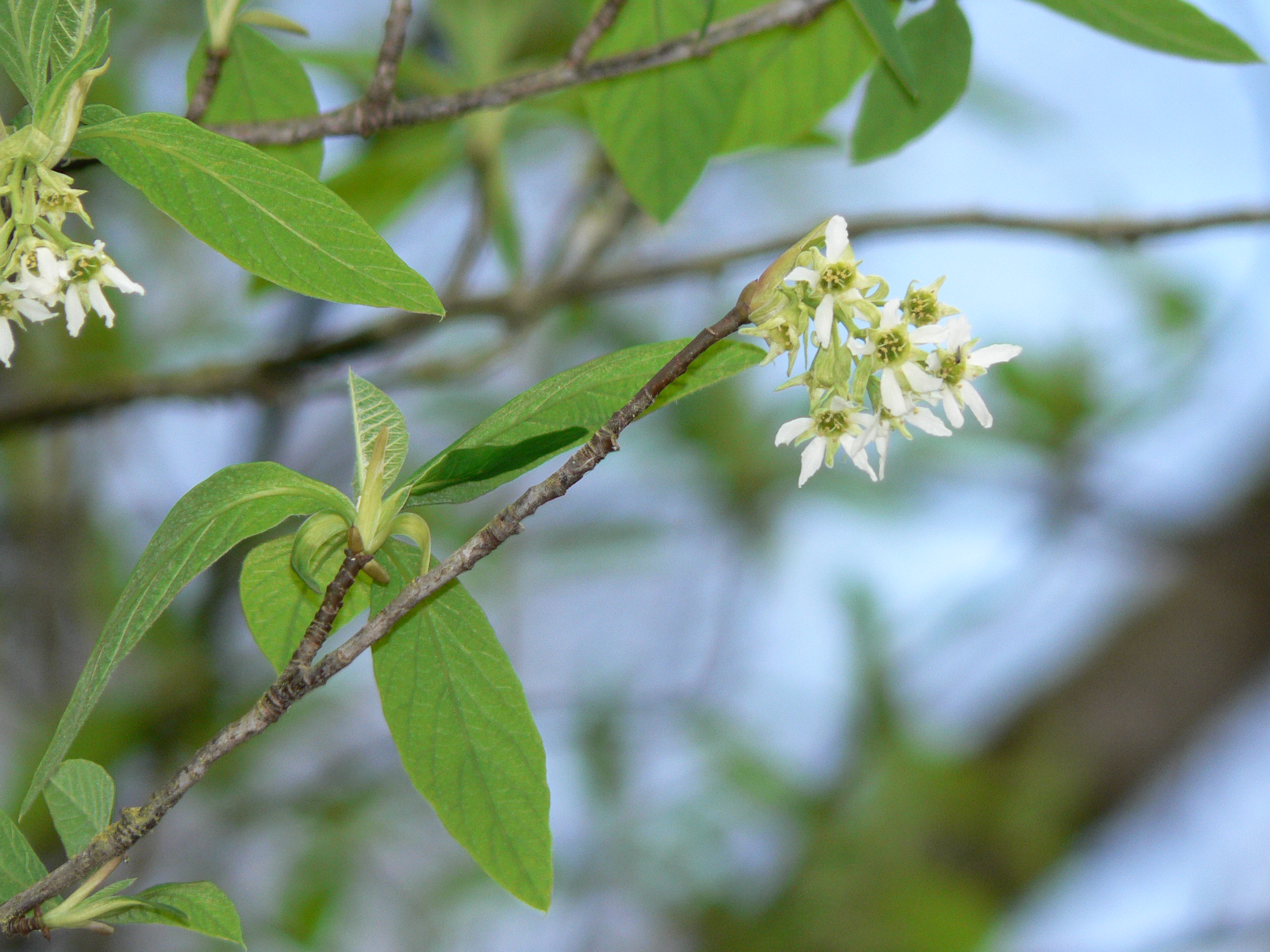
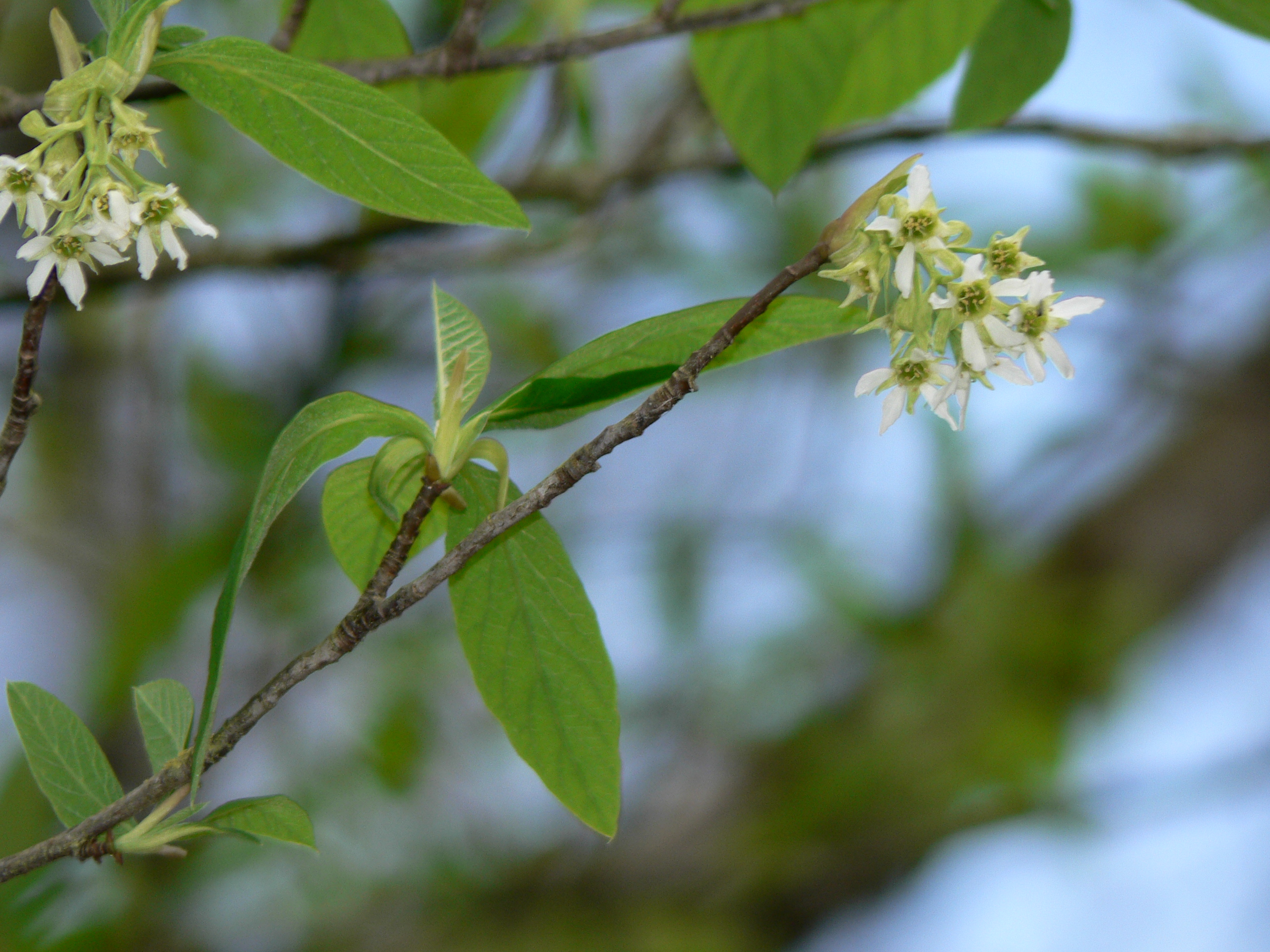